# 드미트리 고릿사스
드미트리 고릿사스(Demetri Goritsas, 1971년 8월 24일 ~ )는 미국의 배우이다.
유진에서 태어났다.

## 방송
- 에피소드 시즌2
- 에피소드 시즌1

## 영화
- 더 캐쳐 워즈 어 스파이 (2018년)
- 엔젤 오브 디케이 (2016년)
- 스노든 (2016년) - CIA 관리자 역
- 에베레스트 (2015년) - 스튜어트 허치슨 역
- 어 포엣 인 뉴욕 (2014년)
- 굿 바이브레이션즈 (2012년)
- 에피소드 시즌1 (2011년)
- 엑스맨: 퍼스트 클래스 (2011년) - 레빈 역
- 내부고발자 (2010년)
- 제노바 (2008년)
- 마이티 하트 (2007년)
- 내셔널 트레져: 비밀의 책 (2007년)
- 썬더버드 (2004년)
- 월드 오브 투모로우 (2004년)
- 본 아이덴티티 (2002년)
- 스파이 게임 (2001년)
- 라이언 일병 구하기 (1998년)
- 트렁크 속의 연인들 (1997년)
- 엔젤 오브 펜실베니아 애브뉴 (1996년)